# Martin Amis
Martin Amis (Oxford, 25 de agosto de 1949 – Lake Worth, 19 de maio de 2023) foi um escritor britânico.
Filho do escritor Kingsley Amis, estudou na Inglaterra na Faculdade de Exeter (Oxford), na Espanha e nos Estados Unidos. Filho de pais divorciados, teve dois irmãos (Philip e Sally).
A obra de Martin Amis sofreu grande influência da obra dos escritores Saul Bellow (de quem foi amigo pessoal) e Vladimir Nabokov.

## Morte
Amis morreu em 19 de maio de 2023 em Lake Worth devido a um câncer esofágico.

## Carreira
Prémios
- Prémio Somerset Maugham (1974) pela obra The Rachel Papers
- James Tait Black Memorial Prize (para biografia) (2000) pela obra Experience

Jornais em que colaborou
- The Times Literary Supplement
- New Statestman
- Observer

## Obras
- The Rachel Papers (1973)
- Dead Babies 1975)
- Success (1978)
- Argumento para o filme Saturno 3 (1980)
- Os Outros - Uma história de mistério (1981)
- Invasion of the Space Invaders (1982)
- Brasil: Grana / Portugal: Money (1984)
- The Moronic Inferno: And Other Visits to America (1986)
- Einstein's Monsters (1987)
- Campos de Londres (1989)
- A Seta do Tempo (1991)
- Visiting Mrs Nabokov: And Other Excursions (1993)
- Two Stories (1994)
- A Informação (1995)
- God's Dice (1995)
- Trem Noturno (Brasil) / Comboio da Noite (Portugal) (1997)
- Água Pesada e outros contos (1998)
- State of England: And Other Stories (1998)
- Amis Omnibus (omnibus) (1999)
- The Fiction of Martin Amis (2000)
- Experiência (2000)
- The War Against Cliché: Essays and Reviews 1971-2000 (2001)
- Koba, o Terrível (2002)
- O Cão Amarelo (2003)
- Vintage Amis (2004)
- A Casa dos Encontros (2006)
- A Viúva Grávida (2010)
- Lionel Asbo: estado da Inglaterra (2012)
- The Zone of Interest (2014)